# Norge i olympiska vinterspelen 1932
Norge i olympiska vinterspelen 1932.

## Medaljer

### Guld
- Backhoppning
  - Normalbacken: Birger Ruud

- Konståkning
  - Damernas individuella program: Sonja Henie

- Nordisk kombination
  - Individuella: Johan Grøttumsbråten

### Silver
- Backhoppning
  - Normalbacken: Hans Beck

- Hastighetsåkning på skridskor
  - Herrarnas 500 m: Bernt Evensen
  - Herrarnas 10 000 m: Ivar Ballangrud

- Nordisk kombination
  - Individuella: Ole Stenen

### Brons
- Backhoppning
  - Normalbacken: Kaare Wahlberg

- Längdskidåkning
  - Herrarnas 50 km: Arne Rustadstuen

- Nordisk kombination
  - Individuella: Hans Vinjarengen